# Itálie na Letních olympijských hrách 1924
Itálii na Letních olympijských hrách v roce 1924 ve francouzské Paříži reprezentovala výprava 200 sportovců (196 mužů a 4 ženy) v 18 sportech.

## Medailisté
| Medaile | Jméno | Sport                | Soutěž                           |
| ------- | --- | -------------------- | -------------------------------- |
| Zlato   | Ugo Frigerio | Atletika             | Muži chůze 10 km                 |
| Zlato   | Angelo De Martini Alfredo Dinale Aurelio Menegazzi Francesco Zucchetti                                                                | Cyklistika           | Družstvo mužů stíhací závod      |
| Zlato   | Renato Anselmi Guido Balzarini Marcello Bertinetti Bino Bini Vincenzo Cuccia Oreste Moricca Oreste Puliti Giulio Sarrocchi            | Šerm                 | Družstvo mužů šavla              |
| Zlato   | Luigi Cambiaso Mario Lertora Vittorio Lucchetti Luigi Maiocco Ferdinando Mandrini Francesco Martino Giuseppe Paris Giorgio Zampori    | Sportovní gymnastika | Družstvo mužů                    |
| Zlato   | Francesco Martino | Sportovní gymnastika | Muži kruhy                       |
| Zlato   | Pierino Gabetti | Vzpírání             | Muži do 60 kg                    |
| Zlato   | Carlo Galimberti | Vzpírání             | Muži do 75 kg                    |
| Zlato   | Giuseppe Tonani | Vzpírání             | Muži nad 82.5 kg                 |
| Stříbro | Romeo Bertini | Atletika             | Muži maratonský běh              |
| Stříbro | Tommaso Lequio di Assaba | Jezdectví            | Parkurové skákání - jednotlivci  |
| Stříbro | Ercole Olgeni Giovanni Scatturin Gino Sopracordevole                                                                                  | Veslování            | Muži dvojka s kormidelníkem      |
| Bronz   | Alessandro Alvisi Emanuele Beraudo di Pralormo Tommaso Lequio di Assaba Alberto Lombardi                                              | Jezdectví            | Jezdecká všestrannost - družstva |
| Bronz   | Giulio Basletta Marcello Bertinetti Giovanni Canova Vincenzo Cuccia Virgilio Mantegazza Oreste Moricca                                | Šerm                 | Družstvo mužů kord               |
| Bronz   | Giorgio Zampori | Sportovní gymnastika | Muži bradla                      |
| Bronz   | Ante Katalinić Frane Katalinić Šimun Katalinić Giuseppe Crivelli Latino Galasso Petar Ivanov Viktor Ljubić Bruno Sorić Carlo Toniatti | Veslování            | Muži osmiveslice                 |
| Bronz   | Umberto De Morpurgo | Tenis                | Muži dvouhra                     |